# Топле године
Топле године је југословенски филм снимљен 1966. године у режији Драгослава Лазића.